# Río Tocome
El río Tocome o Quebrada Tocome es un pequeño curso de agua que escurre por el sector este de la ciudad de Caracas en el  estado Miranda en los linderos  parque nacional El Ávila desde el norte de la urbanización Los Chorros mayormente fluye de norte a sur en su parte media alta pasa por el parque Los Chorros y desemboca en el río Guaire frente a los depósitos de Aerocav en la avenida Río de Janeiro

## Parque Los Chorros
El parque recreativo Los Chorros se localiza debajo de la Avenida Boyacá (Cota 1000) al pie del parque nacional El Ávila y la urbanización Los Chorros en el este de la ciudad de Caracas  comienza debajo del viaducto Adolfo Ernst y el mismo es atravesado por el río Tocome. Fue inaugurado el 7 de agosto de 1971 y cuenta con una superficie de 4,5 hectáreas. Entre los atractivos de parque se cuenta con grandes caídas de agua y pozos artificiales para el deleite de los niños, además de puede disfrutar de la vegetación y fauna de montaña del parque

## Véase también

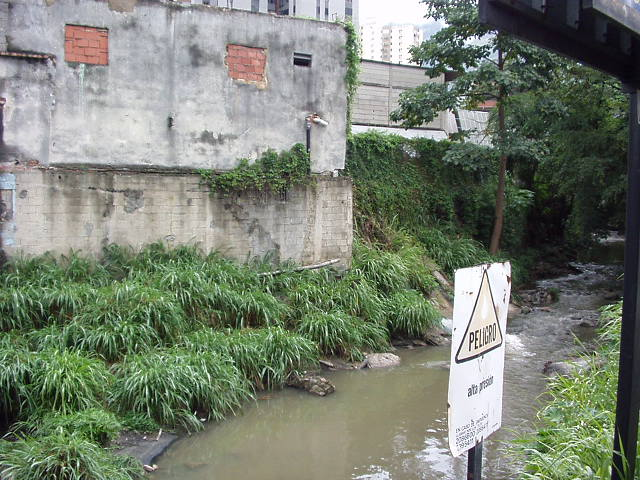
Río Tocome en su trayecto urbano después de pasar por el Parque Los Chorros